# 本庄道芳
本庄 道芳（ほんじょう みちか）は、江戸時代前期の武士。北小路 道芳とも。本姓は大江氏から藤原氏（藤原冬嗣系）本庄氏に改姓した（ただし本庄氏を有道氏系とする系図も存在する）。官位は従五位下・宮内少輔。江戸幕府第5代将軍・徳川綱吉の伯父に当たる。

## 出自
岐阜大学保管の「丹羽文書」に所収の「本庄氏系図」（『寛政重修諸家譜』編纂の際に作成されたとされる）によると、藤原冬嗣の15世孫・本庄太郎家長が本庄氏を名乗り、その7世孫・本庄大夫判官宗成と子の左馬助が足利義満に仕え、左馬助は偏諱を賜り右衛門尉満宗を名乗ったという。その6世孫・左馬助宗誠の子が道芳の父・本庄宗正とされる。
一方、明治15年（1882年）に出版された『華族類別譜』では饒速日命の末裔である丈部氏道が祖とされ、児玉党の一族とされる。

## 概要
慶安元年（1648年）4月に朝廷が天海に慈眼大師の号を賜り、「天海版一切経」の完成を記念して日光山で転読の法会が行われた。その勅使として二条康道が選ばれ、諸大夫であった道芳も随伴して江戸に入った。その際に妹・桂昌院との関係から甥の松平徳松（後の徳川綱吉）のお守り役となり江戸に残留し、神田館の家老となり、廩米千俵を賜り、従五位下・宮内少輔に叙任された。この時に大江姓北小路家から藤原氏流本庄氏へと改姓した。同4年（1651年）12月8日には1000石が加恩され、上野国新田・邑楽郡に2000石の采地を賜った。さらに寛文元年（1661年）閏8月11日には美濃国各務郡と下野国梁田郡に計2000石の采地を賜った。同年12月30日に全ての職を辞した。同8年（1668年）6月8日に65歳で死去した。

## 系譜
- 父：本庄宗正
- 母：九条政所官女・新三位局 - 波々伯部安忠女
- 妻：徳山真政女
- 子
  - 長男：藤五郎 - 早世
  - 次男：道高
  - 三男：源之助 - 早世
  - 四男：熊之助 - 早世
  - 女：於鶴様 - 佐野勝由室
  - 女：於アグリ様 - 興津能玄室